# Peter Connors
Peter Joseph Connors (ur. 6 marca 1937 w Melbourne) – australijski duchowny rzymskokatolicki, w latach 1997-2012 biskup diecezjalny Ballarat.

## Życiorys
Święcenia kapłańskie przyjął 23 lipca 1961 w swojej rodzinnej archidiecezji Melbourne. Udzielił ich mu Justin Simonds, ówczesny arcybiskup koadiutor archidiecezji. 30 marca 1987 papież Jan Paweł II mianował go biskupem pomocniczym archidiecezji ze stolicą tytularną Temuniana. Sakry udzielił mu 21 maja 1987 Frank Little, ówczesny arcybiskup metropolita Melbourne. 30 maja 1997 papież powierzył mu stanowisko biskupa diecezjalnego Ballarat. Jego ingres do tamtejszej katedry odbył się 23 lipca 1997. 
1 sierpnia przeszedł na emeryturę, a jego następcą został Paul Bird.